# Beckville
La ville américaine de Beckville est située dans le comté de Panola, dans l’État du Texas. Lors du recensement de 2010, elle comptait 847 habitants.

## Source
- (en) Cet article est partiellement ou en totalité issu de l’article de Wikipédia en anglais intitulé « Beckville, Texas » (voir la liste des auteurs).